# 拉沃帕利耶尔
拉沃帕利耶尔（法語：La Vaupalière，法語發音：[la vopaljɛʁ]）是法国滨海塞纳省的一个市镇，属于鲁昂区。

## 地理
拉沃帕利耶尔（49°29'16"N, 0°59'42"E）面积8 平方千米，位于法国诺曼底大区滨海塞纳省，该省份为法国北部沿海省份，其西部及北部濒大西洋英吉利海峡，东起顺时针与索姆省、瓦兹省、厄尔省和卡爾瓦多斯省接壤。
与拉沃帕利耶尔接壤的市镇（或旧市镇、城区）包括：康特勒、埃努维尔、马罗姆、蒙蒂尼、鲁马尔、圣让迪卡尔多奈。

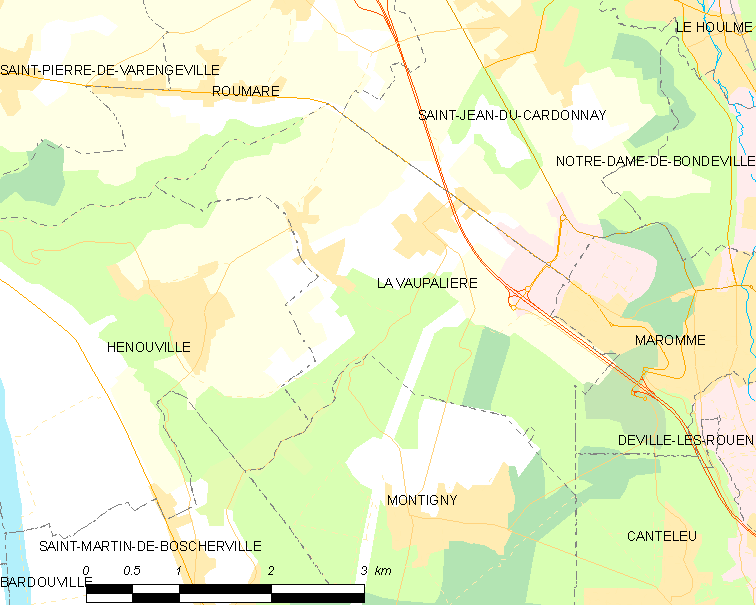
拉沃帕利耶尔的OSM定位图

拉沃帕利耶尔的时区为UTC+01:00、UTC+02:00（夏令时）。

## 行政
拉沃帕利耶尔的邮政编码为76150，INSEE市镇编码为76728。

## 政治
拉沃帕利耶尔所属的省级选区为邦德维尔圣母镇县。

## 人口

1962-2008年间拉沃帕利耶尔人口变化图示

拉沃帕利耶尔于2022年1月1日时的人口数量为1214人。